# Cyphostemma lanigerum
Cyphostemma lanigerum är en vinväxtart som först beskrevs av William Henry Harvey, och fick sitt nu gällande namn av Descoings och Wild & R. B.Drumm.. Cyphostemma lanigerum ingår i släktet Cyphostemma och familjen vinväxter. Inga underarter finns listade i Catalogue of Life.